# Interleukin 13

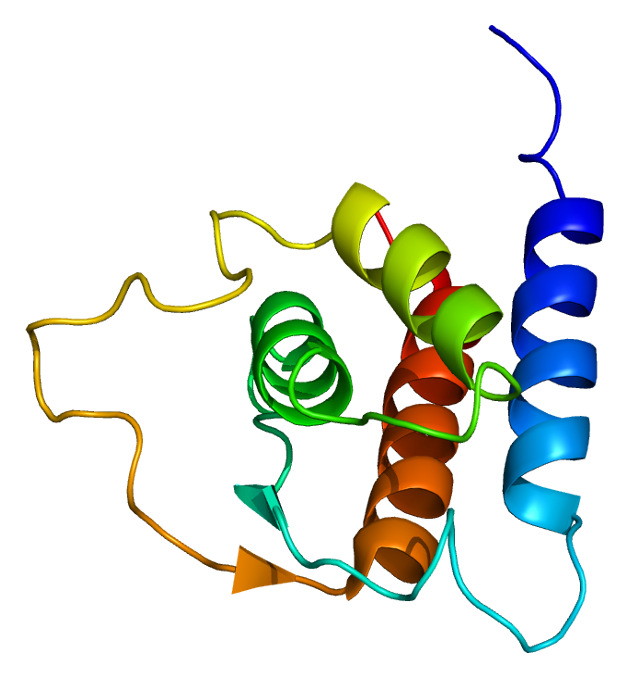
molekulární struktura

Interleukin 13 (IL-13, IL13) je imunoregulační cytokin produkovaný hlavně pomocnými T lymfocyty 2. typu (Th2 odpověď). Obecně hraje roli především v IgE-zprostředkovaných patogenezích, jako jsou například alergie.

## Struktura
Gen pro lidský IL13 je lokalizovaný na chromozomu 5q31 a nachází se v oblasti genů kódujících IL4, se kterým sdílí strukturní podobnost, IL5, IL3 a GM-CSF. Genovým produktem IL13 je 146 aminokyselin dlouhý monomerní protein o velikosti 13 kDa tvořený čtyřmi alfa-helixy.

## Funkce
IL13 patří spolu s IL4 a IL5 do Th2 cytokinové rodiny, která je asociovaná s polarizačním transkripčním faktorem GATA3. Kromě výše zmíněného STAT6 je IL13 signalizace spojovaná i s aktivací PI3K, STAT3 a MAPK drah.
Protein IL13 se váže na nízkoafinní heterodimerní receptor složený z IL-4Rα a IL-13Rα1 podjednotek, který interaguje i s IL4 - každý z těchto ligandů však spouští odlišnou signalizaci specifickým zapojením rozdílných JAK kináz. Druhým receptorem pro IL13 je vysokoafinní monomerní "decoy" receptor IL-13Rα2, který cytokin vychytává, ale neiniciuje aktivaci signálních drah a slouží tedy jako negativní regulátor. Produktivní signalizace aktivovaná vazbou IL13 na nízkoafinní heterodimerní receptor finálně vede k dimerizaci a jaderné translokaci dimeru transkripčního faktoru STAT6.
IL13 je produkovaný aktivovanými CD4+ T lymofyty během Th2-polarizované imunitní odpovědi - například během alergických reakcí či v obraně proti extracelulárním parazitům. IL13 může být produkovaný i buňkami přirozené imunity, jako jsou eosinofily, bazofily, žírné buňky, NK buňky, NKT buňky a ILC2 buňky.
Primární role IL13 je popsaná v imunitní odpovědi při infekci helminty, kde funguje na několika úrovních - stimuluje produkci hlenu v pohárkových buňkách, indukuje uvolňování faktorů přitahující eosinofily a indukuje zvýšení produkce protilátek typu IgE v B lymfocytech.

## Patologie
IL13 podporuje proces fibrózy a brání tedy správnému hojení tkáně během chronických infekcí, především v dýchacím traktu. Jednonukleotidový polymorfismus v IL13 je asociovaný s výskytem astmatu, významně se podílí například na vzniku astmatu rezistentního na léčbu glukokortikoidy a obecně je asociovaný s různými typy chronických dýchacích potíží.

### Inhibitory IL13 v klinických testech
Protilátky proti IL13/IL4 jsou v klinických testech jakožto potenciální léky především proti astmatickým onemocněním. Produkce IL13 sice byla popsaná u pacientů trpících chronickými střevními záněty IBD, jako je ulcerózní kolitida, nicméně prozatímní výsledky z klinických studií neprokázaly efekt IL13-specifických protilátek v léčbě těchto nemocí.